# Camilla Frydan
Camilla Frydan, eigentlich Camilla Herzl, Pseudonym Camilla Herzer (* 3. Juni 1887 in Wiener Neustadt; † 13. Juni 1949 in New York City) war eine österreichische Soubrette, Komponistin und Textdichterin.

## Leben
Die Schwester von Clothilde (1873–1946; Pianistin; ⚭ Josef Rothmüller) und Ludwig Herzer lernte Ende 1901 das Klavierspiel am Konservatorium der Gesellschaft der Musikfreunde bei Wilhelm Rauch, danach bei Giovanni Carlo Minotti und belegte bei ihrem Bruder Harmonie- und Kompositionslehre. Im Alter von fünf Jahren gab sie ihr erstes Konzert im Wiener Ehrbar-Saal. Bei Marianne Brandt ließ sie sich zur Sängerin ausbilden und 1907 trat sie als Soubrette am Raimundtheater auf.
Bei Auftritten an der Neuen Wiener Bühne (1908/09) und am Kabarett Fledermaus (1909/10) traf sie Egon Friedell, Peter Altenberg, Alfred Polgar und Oskar Friedmann, den sie 1910 heiratete. Nach der Geburt ihres Sohnes Hans Henry Frydan (* 1911 in Wien; † 1998 West Palm Beach, Florida) begann sie unter ihrem Pseudonym C. Frydan als Komponistin und Textdichterin. In Wien und Graz dirigierte sie Aufführungen ihrer Werke.
Ihrem Auftritt im Kabarett Simpl folgte 1928 eine Tournee durch Deutschland, wobei sie in Berlin einen Verlag gründete. Nach dem Tod ihres Gatten im Jahr 1929 führte sie seinen Prominenten Almanach fort und zog nach Berlin, wo sie Revuen für Kleinkunstbühnen schrieb.
Nach einer kurzzeitigen Rückkehr nach Wien emigrierte sie 1938 mit ihren Geschwistern über die Schweiz in die USA. Mit ihrem Sohn, der wie sie als Schauspieler und Sänger wirkte, gründete sie 1945 den Verlag Empress Music Publishing. Hans heiratete Hannah, die als 14-Jährige aus Hamburg emigriert war.